# Sven Thofelt
Sven Alfred Thofelt (Estocolmo, 19 de maio de 1904 – 1 de fevereiro de 1993) foi um pentatleta  e esgrimista sueco, campeão olímpico.

## Carreira
Sven Thofelt representou seu país nos Jogos Olímpicos de 1928, 1932, 1936 e 1948, na qual conquistou a medalha de ouro, no individual, em 1932.